# Meuselbacher Kuppe
Die Meuselbacher Kuppe ist ein 786,1 m ü. NHN hoher Berg des Thüringer Schiefergebirges oberhalb von Meuselbach-Schwarzmühle im Landkreis Saalfeld-Rudolstadt. Im Volksmund wird auch von der „Misselmicher Kuppe“ gesprochen. Sie gilt als Wahrzeichen von Meuselbach-Schwarzmühle.

## Lage
Die Meuselbacher Kuppe liegt zwischen den Gemeinden Meuselbach-Schwarzmühle im Westen und Cursdorf im Osten. Vom Gipfel bietet sich eine gute Aussicht auf die umliegenden Gemeinden und Berglandschaften sowie ein Rundblick auf etliche Berge des Thüringer Waldes. Bei guter Sicht reicht die Fernsicht bis 60 km. Zu erreichen ist sie unter anderem mit der Oberweißbacher Bergbahn und der dazugehörigen Flachstrecke.
Aufgrund seiner Höhenlage wird das Gebiet um die Meuselbacher Kuppe im Winter gern als Langlaufareal genutzt.
Etwa 3 km östlich der Kuppe ragt der Fröbelturm bei Oberweißbach aus den Baumwipfeln heraus. Er steht auf dem Kirchberg, der mit 785 m nur geringfügig niedriger ist als der Kuppenberg.

## Bergbau
Im Gebiet um die Meuselbacher Kuppe wurde vor Hunderten von Jahren der Bergbau betrieben, nachdem Bürger festgestellt hatten, dass auf dem Kuppenberg einzigartige Quarzite vorhanden waren. Um das Material zu verhütten, wurde in Katzhütte ein Hüttenwerk gebaut.

## Aussichtsturm und Gaststätte
Auf der Meuselbacher Kuppe wurde bereits im Jahre 1887 eine Schutzhütte errichtet. Der heutige Aussichtsturm mit Gaststätte wurde im Jahre 1911 errichtet und 1934 weiter umgebaut. 1954 wurde der Saal angebaut und der Turm hat seitdem seine heutige Form. Die Gaststätte mit Turm ist ganzjährig geöffnet und bietet deutsche Küche sowie Wanderern Platz für eine Rast. 